# Dennis Koslowski
Dennis Koslowski (Dakota del Sur, Estados Unidos, 16 de agosto de 1959) es un deportista estadounidense retirado especialista en lucha grecorromana donde llegó a ser medallista de bronce olímpico en Seúl 1988.

## Carrera deportiva
En los Juegos Olímpicos de 1988 celebrados en Seúl ganó la medalla de bronce en lucha grecorromana de pesos de hasta 100 kg, tras el luchador polaco Andrzej Wroński (oro) y el alemán Gerhard Himmel (plata).